# Zichyújfalu
Zichyújfalu è un comune dell'Ungheria di 944 abitanti (dati 2011). È situato nella contea di Fejér.